# 직격
직격(直格, 영어: direct case, DIR)은 명사나 그 밖의 품사가 받는 격의 하나이다. 일반적으로 직격이라는 용어는 세 가지 핵심 문법관계(자동사의 주어, 타동사의 주어, 타동사의 목적어) 모두를 나타낼 수 있는 격을 가리킨다.  주로 사격이나 속격 따위의 다른 격과 대립한다.
이러한 격에 대해 남아시아의 언어에 대해서는 직격 대신 ‘주격’이라는 이름을 사용하는 경향이 있고, 필리핀의 언어에 대해서는 직격 대신 ‘절대격’이라는 이름을 사용하는 경향이 있지만, 이는 혼란의 여지가 있다. 예를 들어 여러 인도이란어파 언어에서 직격은 사격과 대립하는데, 이때 사격도 핵심 문법관계를 표시할 수 있다. 따라서 하나의 시제에서 직격이 세 가지 핵심 문법관계를 모두 표시하는 것은 아니다. 예를 들어 로버트 M. W. 딕슨에 따르면 “파미르조어”는 현재시제에서 직격이 S(자동사의 주어)와 A(타동사의 주어)를 나타내고 사격이 O(타동사의 목적어)를 나타내지만, 과거시제에서는 직격이 S와 O를 나타내고 사격이 A를 나타낸다. 이처럼 정렬이 분열되어 있기 때문에(분열 능격성 참조), 파미르조어의 직격은 주격으로 부르는 것도 절대격으로 부르는 것도 그다지 적절하다고 할 수 없다.
스코틀랜드 게일어의 ‘주격’은 음운 변화로 인해 과거의 주격과 대격이 합쳐져 생긴 것으로, 직격의 또다른 사례이다. 스코틀랜드 게일어에서 ‘주격’은 호격, 속격, 여격과 대립한다. 아일랜드어의 ‘주격’도 마찬가지이지만, 몇몇 인칭대명사에는 주격과 대격의 대립이 남아 있다. (예: 2인칭 단수 주격 tú, 대격 thú)
필리핀 언어들을 비롯해 오스트로네시아 정렬을 지닌 언어에서 직격은 자동사의 주어가 받는 격이고, 태 (문법)에 따라서 타동사의 주어 또는 목적어가 직격을 받을 수 있다. 그러면 타동사의 나머지 한 논항은 능격 또는 대격을 받게 된다. 타갈로그어와 같은 언어들에서는 이 나머지 논항에 대해 능격과 대격의 구분이 없이 하나의 격을 사용하는데, 이 격을 간접격(indirect case)이라 부르기도 한다.

## 참고 문헌
- Blake, Barry J. (2001) [1994]. 《Case》 2판. Cambridge: Cambridge University Press. 199쪽.